# Kundanahalli, Piriyapatna
Kundanahalli là một làng thuộc tehsil Piriyapatna, huyện Mysore, bang Karnataka, Ấn Độ.